# Pavel Vladimirovich Barbashov
Pavel Vladimirovich Barbashov (tiếng Nga: Павел Владимирович Барбашов; sinh ngày 17 tháng 3 năm 1996) là một cầu thủ bóng đá người Nga. Anh thi đấu cho F.K. Dynamo-2 Sankt Peterburg.

## Sự nghiệp câu lạc bộ
Anh có màn ra mắt tại Giải bóng đá chuyên nghiệp quốc gia Nga cho SFC CRFSO Smolensk vào ngày 18 tháng 8 năm 2016 trong trận đấu với FC Solyaris Moskva và ghi bàn trong ngày ra mắt.